# Claudine Houriet

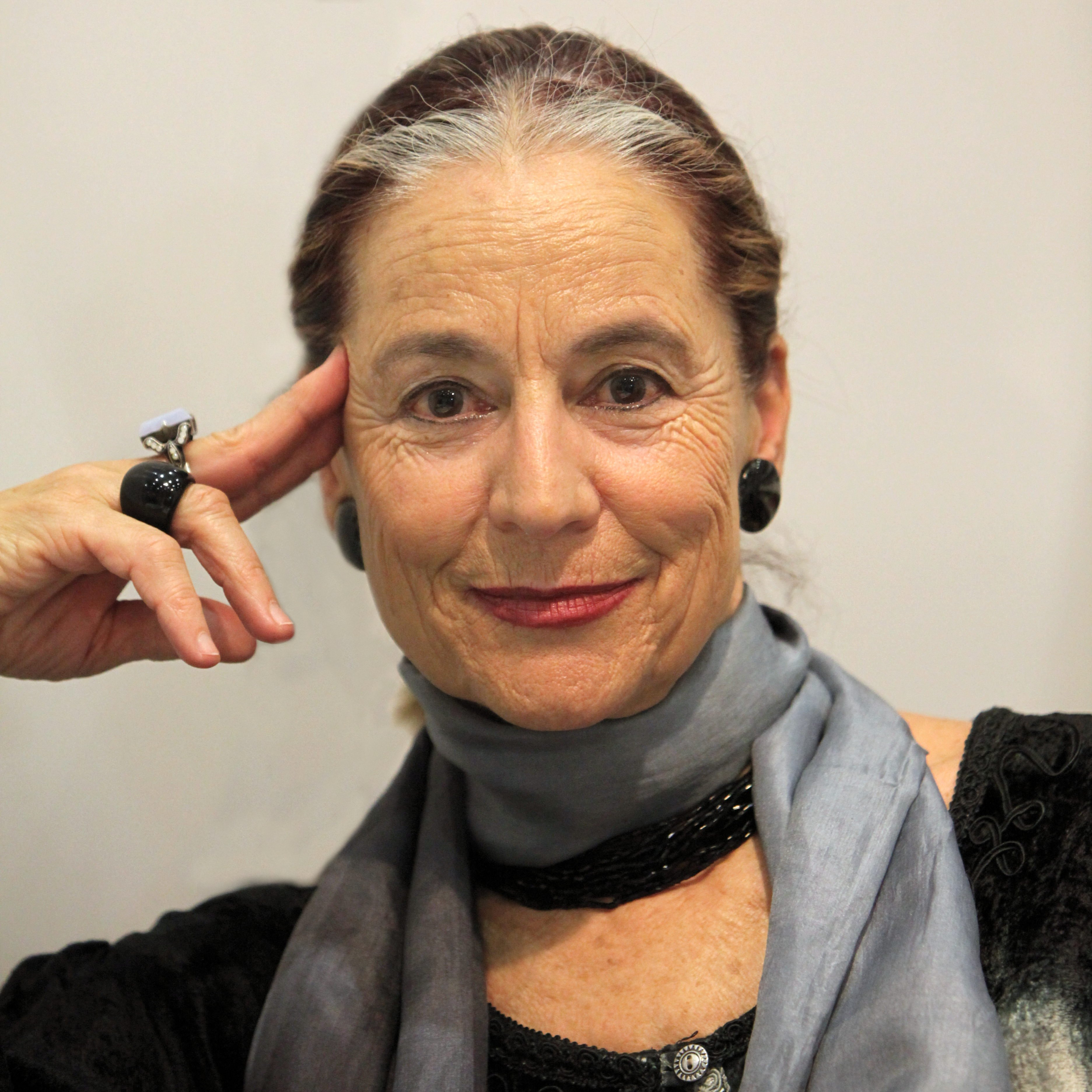
Claudine Houriet (2011)

Claudine Houriet (* 22. Februar 1944 in Biel; heimatberechtigt in Mont-Tramelan) ist eine Schweizer Schriftstellerin und Malerin.

## Leben
Claudine Houriet besuchte die Schule in Delémont und die Kunstgewerbeschule (Ecole d’Arts appliqués, eaa) in La Chaux-de-Fonds. Sie arbeitete einige Jahre als Lehrerin und widmete sich dann dem Schreiben und der Malerei. Sie veröffentlichte mehrere Gedichte und Novellen in Sammelwerken und lieferte Beiträge zu den Zeitschriften Intervalles und Jura Pluriel. Im Jahr 1999 erhielt Houriet den Preis für französische Literatur des Kantons Bern für den Roman Le ravaudage de l’âme. Sie ist Mitglied der Association des écrivains neuchâtelois et jurassiens (AENJ) und der Visarte-Jura.
Houriet gestaltete ihre wichtigsten Werke als Malerin in der Technik der Gouache, verwendet jedoch auch Mischtechnik oder zeichnet. Sie «tendiert zu einer entspannten Dynamik, kombiniert strenge Formen und vibrierende Farben, oszilliert zwischen Vehemenz und Gelassenheit, Revolte und Fülle».
Claudine Houriet ist Mutter von drei Kindern. Sie lebt und arbeitet in Tramelan.

## Werke (Auswahl)
Romane:
- Ressacs. Prévôté, Moutier 1988.
- Saisons premières. Luce Wilquin, Lausanne 1989.
- Le ravaudage de l’âme. Luce Wilquin, 1998.
- L’étoffe des songes. Luce Wilquin, Avin 2003.
- Une aïeule libertine. Luce Wilquin, 2011.
- Le mascaret des jours. Luce Wilquin, 2014.

Novellen:
- Le Rire des Parques. Luce Wilquin, 1991.
- L’Invitation de l’ange. Luce Wilquin, 1995.
- Syllabes de verdure. Société jurassienne d’émulation, 2005.
- Le Temps où nous aimions. Luce Wilquin, Avin 2008.

Gedichtbände:
- L’obsidienne de la nuit. Maison Rose, Cossonay 2014.
- Les portulans de l’âme. Maison Rose, Cossonay 2019.

Malerei:
- Le bois de la nuit. I und II. 1994.
- Moderato cantabile. I, II und III. 1995.
- Novembre. 1995.
- Resurgence. I und II. 1996.

## Ausstellungen (Auswahl)
- XVème biennale de Visarte Jura, Saint-Ursanne 2013.

## Belege
1. ↑  Houriet, Claudine. In: Sikart (französisch, abgerufen am 17. März 2022)
2. ↑  aenj.ch: Claudine Houriet. (französisch, abgerufen am 17. März 2022)

| Personendaten    | Personendaten                          |
| ---------------- | -------------------------------------- |
| NAME             | Houriet, Claudine                      |
| KURZBESCHREIBUNG | Schweizer Schriftstellerin und Malerin |
| GEBURTSDATUM     | 22. Februar 1944                       |
| GEBURTSORT       | Biel, Schweiz                          |